# Henri Favre
Henri Favre escreveu o livro "A Civilização Inca", que faz parte de uma coleção de três livros denominada "As Civilizações Pré-Colombianas".
Favre é Pesquisador do CNRS (Centre Nationale de la Recherche Scientifique) e professor do Instituto de Altos Estudos sobre a América Latina.